# Oskar Schulz (Skilangläufer)
Oskar Schulz (* 14. Oktober 1923 in Innsbruck; † 20. September 2017 ebenda) war ein österreichischer Skilangläufer und späterer Mineraloge und Petrograph.

## Leben
Oskar Schulz nahm an den Olympischen Winterspielen 1952 in Oslo und 1956 in Cortina d’Ampezzo teil. In Oslo belegte er im Einzelrennen über 18 Kilometer den 48. Platz, vier Jahre später wurde er über 15 Kilometer 59. Außerdem belegte er mit dem österreichischen Team in der 4-mal-10-km-Staffel den 11. Platz.
Parallel zu seiner sportlichen Karriere studierte er Mineralogie und wurde 1950 promoviert. Ab 1959 war er Universitätsdozent an der Universität Innsbruck, ab 1968 mit dem Titel eines Professors. 1973 wurde er zum außerordentlichen Professor ernannt. Von 1982 bis zu seiner Emeritierung im Jahr 1988 gehörte er dem Vorstand des Instituts für Mineralogie und Petrographie der Innsbrucker Universität an.
Er gehörte seit deren Gründung im Jahr 1990 der Europäischen Akademie der Wissenschaften und Künste an. Sein Forschungsschwerpunkt war die Lagerstättenkunde und Rohstoffgeologie Österreichs.